# Austrian Football League 1989
La Austrian Football League 1989 è stata la 5ª edizione del campionato austriaco di football americano di primo livello, organizzato dalla AFBÖ.
I dati noti sono molto incompleti.

## Squadre partecipanti
| Club                       | Città                    | Stadio | Sponsor ufficiale | Risultato nella stagione |
| -------------------------- | ------------------------ | ------ | ----------------- | ------------------------ |
| Graz Giants                | Graz                     |        |                   |                          |
| Hallein Diggers            | Hallein                  |        |                   |                          |
| Klagenfurt Jets            | Klagenfurt am Wörthersee |        |                   |                          |
| Klosterneuburg Mercenaries | Klosterneuburg           |        |                   |                          |
| Linz Rhinos                | Linz                     |        |                   |                          |
| Montfort Hawks             | Feldkirch                |        |                   |                          |
| Salzburg Lions             | Salisburgo               |        |                   |                          |
| Vienna Vikings             | Vienna                   |        |                   |                          |

## Stagione regolare

### Incontri
| Vienna 26 marzo 1989 | Vienna Vikings | 34 – 20 | Klosterneuburg Mercenaries | Schmelz Sportzentrum |

| Graz 1º aprile 1989 | Graz Giants | 28 – 13 | Vienna Vikings |  |

| Klosterneuburg 8 aprile 1989 | Klosterneuburg Mercenaries | 6 – 7 | Vienna Vikings |  |

| Vienna 16 aprile 1989 | Vienna Vikings | 40 – 41 | Graz Giants | Schmelz Sportzentrum |

| Klagenfurt am Wörthersee 22 aprile 1989 | Klagenfurt Jets | 13 – 14 | Vienna Vikings |  |

| Linz 29 aprile 1989 | Linz Rhinos | 0 – 50 | Vienna Vikings |  |

| Vienna 6 maggio 1989 | Vienna Vikings | 84 – 8 | Klagenfurt Jets | Schmelz Sportzentrum |

| Vienna 21 maggio 1989 | Vienna Vikings | 99 – 0 | Linz Rhinos | Schmelz Sportzentrum |

### Classifica
La classifica della regular season è la seguente:
- PCT = percentuale di vittorie, G = partite giocate, V = partite vinte,  P = partite perse, PF = punti fatti, PS = punti subiti

| Pos. | Squadra                    | PCT   | G | V | N | P   | PF   | PS   |
| ---- | -------------------------- | ----- | - | - | - | --- | ---- | ---- |
| 1    | Graz Giants                | 1.000 | 8 | 8 | 0 | 0   | 349  | 82   |
| 2    | Salzburg Lions             | ?     | 8 | ? | ? | ?   | ?    | ?    |
| 3    | Vienna Vikings             | .750  | 8 | 6 | 0 | 2   | 341  | 116  |
| 4    | Montfort Hawks             | ?     | 8 | ? | ? | ?   | ?    | ?    |
| ?    | Hallein Diggers            | ?     | 8 | ? | ? | ?   | ?    | ?    |
| ?    | Klagenfurt Jets            | ?     | 8 | ? | ? | ?   | ?    | ?    |
| ?    | Klosterneuburg Mercenaries | ?     | 8 | ? | ? | 2+? | 26+? | 41+? |
| ?    | Linz Rhinos                | ?     | 8 | ? | ? | ?   | ?    | ?    |

## Playoff

### Tabellone
|  | Semifinali | Semifinali     | Semifinali |                |    | Austrian Bowl V | Austrian Bowl V | Austrian Bowl V |  |
|  |            |                |            |                |    |                 |                 |                 |  |
|  | 1          | Graz Giants    | 40         |                |    |                 |                 |                 |  |
|  | 1          | Graz Giants    | 40         |                |    |                 |                 |                 |  |
|  | 4          | Montfort Hawks | 16         |                |    |                 |                 |                 |  |
|  | 4          | Montfort Hawks | 16         |                | 1  | Graz Giants     | 0               |                 |  |
|  |            |                |            |                | 1  | Graz Giants     | 0               |                 |  |
|  |            |                | 2          | Salzburg Lions | 34 |                 |                 |                 |  |
|  | 2          | Salzburg Lions | 2          | Salzburg Lions | 34 | 66              |                 |                 |  |
|  | 2          | Salzburg Lions |            |                |    |                 |                 |                 |  |
|  | 3          | Vienna Vikings | 0          |                |    |                 |                 |                 |  |

### Semifinali
| Salisburgo 17 giugno 1989 | Salzburg Lions | 66 – 0 | Vienna Vikings |  |

| 1989 | Graz Giants | 40 – 16 | Montfort Hawks |  |

### Austrian Bowl V
| Salisburgo 1º luglio 1989 | Graz Giants | 0 – 34 | Salzburg Lions |  |

## Verdetti
- Salzburg Lions Campioni dell'Austria 1989